# Amit Hedvat
Amit Hedvat (2004) es una deportista israelí que compite en gimnasia rítmica, en la modalidad de conjuntos. Ganó tres medallas en el Campeonato Europeo de Gimnasia Rítmica de 2022, oro en el concurso completo, plata en 5 con aro y bronce en el concurso por equipos.

## Palmarés internacional
| Campeonato Europeo | Campeonato Europeo | Campeonato Europeo | Campeonato Europeo   |
| Año                | Lugar              | Medalla            | Prueba               |
| ------------------ | ------------------ | ------------------ | -------------------- |
| 2022               | Tel Aviv (Israel)  | Medalla de oro     | Concurso completo    |
| 2022               | Tel Aviv (Israel)  | Medalla de plata   | 5 con aro            |
| 2022               | Tel Aviv (Israel)  | Medalla de bronce  | Concurso por equipos |